# Oxymycterus rufus
Oxymycterus rufus је врста глодара из породице хрчкова (лат. Cricetidae). 

## Распрострањење
Врста је присутна у Аргентини и Уругвају.

## Станиште
Врста Oxymycterus rufus има станиште на копну.

## Угроженост
Ова врста није угрожена, и наведена је као последња брига јер има широко распрострањење.

### Популациони тренд
Популација ове врсте се смањује, судећи по расположивим подацима.